# Ross Lynch
Pour les articles homonymes, voir Lynch.

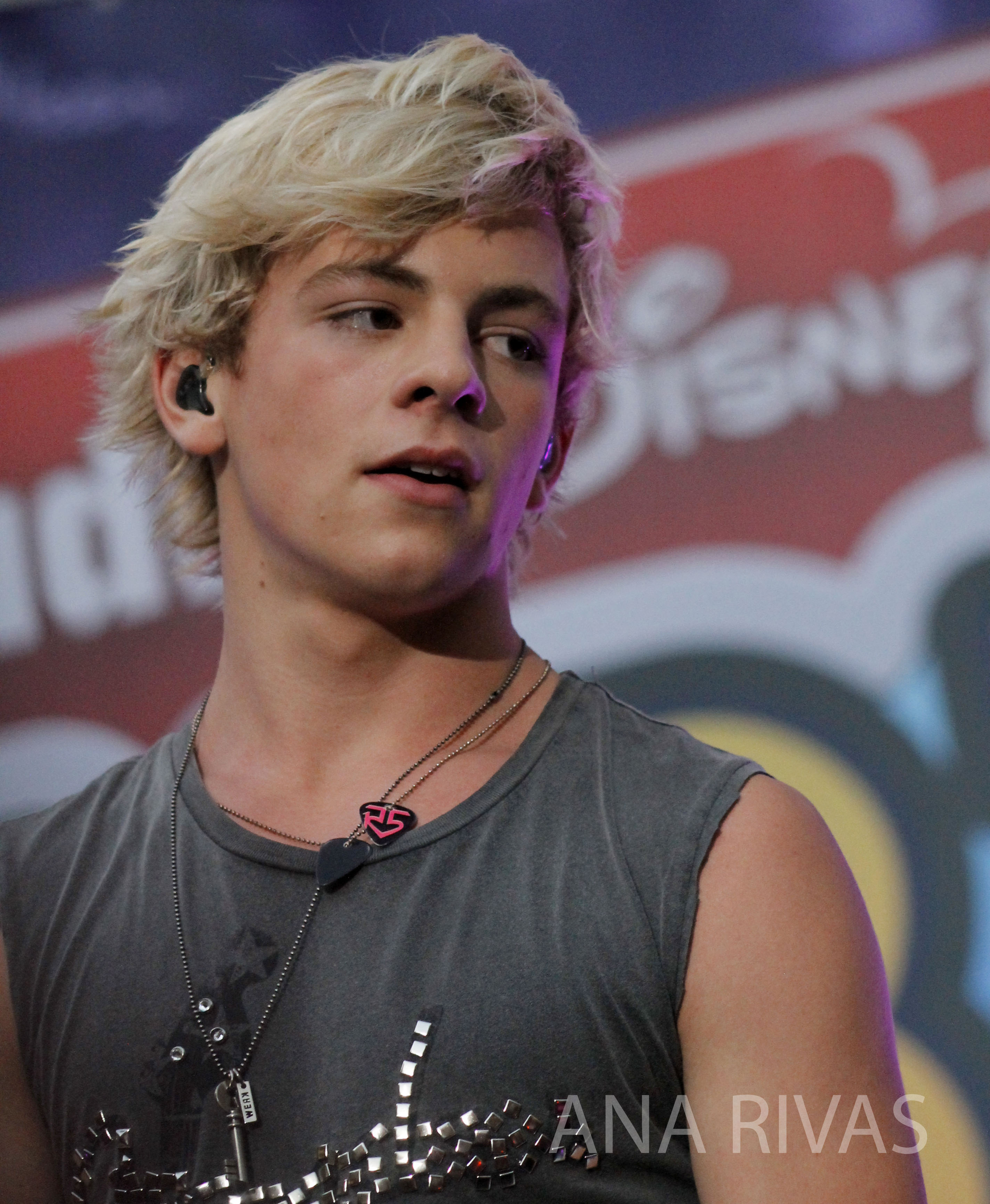

Ross Lynch né le 29 décembre 1995 à Littleton dans l'État du Colorado est un acteur, chanteur, musicien et danseur américain.
Il se fait connaître par sa collaboration avec Disney Channel. D'abord par le rôle d'Austin Moon dans la série télévisée Austin et Ally, puis, par les téléfilms Teen Beach Movie et Teen Beach 2.
Parallèlement à ce succès, comme beaucoup d'égéries jeunesses propulsées par Disney, il se lance dans la musique et crée, en 2009, son groupe de musique pop/rock, R5, aux côtés de ses deux frères, Riker Lynch et Rocky Lynch, et de sa sœur Rydel Lynch et leur meilleur ami Ellington Ratliff. Le groupe finit par se séparer, mais Ross Lynch annonce continuer son activité musicale avec son frère Rocky, en tant que duo appelé The Driver Era.
De 2018 à 2020, il est à l'affiche de la série télévisée fantastique et horrifique, Les Nouvelles Aventures de Sabrina.

## Biographie

### Enfance et jeunesse
Ross Lynch est né et a grandi à Littleton, au Colorado, il est le quatrième d'une famille de cinq enfants, il a trois frères (Riker, Rocky et Ryland) et une sœur (Rydel). Il a suivi un enseignement à domicile à partir de la quatrième. Ross Lynch joue de la guitare rythmique. Il est le cousin de Derek et Julianne Hough.
Il vit actuellement à Los Angeles en Californie.

### Carrière

#### DeR5àAustin et Ally(2009-2017)

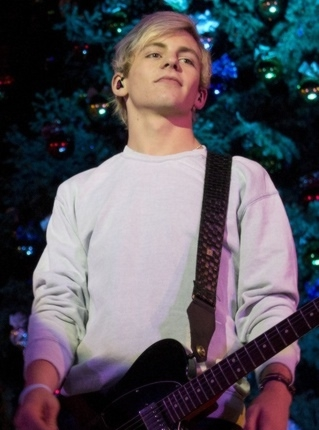
Performance des R5, à Los Angeles, en 2013.

En 2009, il fonde le groupe R5 avec deux de ses frères et sa sœur (Riker, Rocky et Rydel) et leur meilleur ami Ellington Ratliff. Son frère Rocky lui a appris à jouer de la guitare et Ross a appris à chanter et à danser. La même année, il participe en tant que danseur au clip de Sears commercial, I'm gonna arrive, avec Selena Gomez, Zendaya et Leo Howard.
En 2010, R5 a sorti une EP intitulé Ready Set Rock composé de chansons écrites principalement par ses frères Riker et Rocky avec sa sœur Rydel. La même année, il fait une apparition dans le clip Ordinary Girl d'Hannah Montana (Miley Cyrus).
Ross a été choisi au début de 2011 pour apparaître dans le pilote de la nouvelle série Disney Channel, Austin et Ally pour jouer le rôle principal masculin d'Austin Moon, aux côtés de Laura Marano. Il incarne un chanteur adolescent qui devient une star du jour au lendemain avec un clip posté sur internet par lui-même. Le pilote a ensuite été repris pour la production d'une saison complète.
La série a été diffusée le 2 décembre 2011 aux États-Unis et le 11 avril 2012 en France sur Disney Channel. Elle a été renouvelée pour une seconde saison en mars 2012.
En avril 2012, R5 a annoncé via le site du groupe qu'ils avaient signé un contrat d'enregistrement avec Hollywood Records et la planification de leur tournée dans les clubs en mai (R5 West Coast Tour). Ross a également enregistré plusieurs chansons pour Austin et Ally, comme Can't Do It Without You (la chanson du générique), Double Take, Break Down the Walls, A Billion Hits, Not A Love Song, It's Me It's You, Better Together et Heard it on the radio. A Billion Hits a été délivré en téléchargement numérique le 21 février 2012.
Toujours en 2012, Ross travaille sur le nouveau Disney Channel Original Movie, Teen Beach Movie qui est diffusé à l'été 2013. Le 2 avril 2013, Disney a annoncé le renouvellement de la série, Austin et Ally pour une troisième saison.
Il a remporté quatre prix pendant quatre années de suite dans la catégorie « acteur de télévision préféré » aux Kids' Choice Awards (2013-2016). Son groupe (R5) a fait une apparition dans la troisième saison de Violetta.
En 2014, les R5 sortent un EP, Heart made up on you suivi, en 2015, par leur album intitulé Sometime Last Night. Il s'ensuit une tournée intitulée Sometime Last Night Tour qui rencontre le succès. L'année suivante, il reprend son rôle de Brady pour Teen Beach 2 et cette année marque la quatrième et dernière saison d'Austin et Ally.

En 2017, il joue dans un film nommé My Friend Dahmer qui raconte les années lycée d'un futur tueur en série. La même année, son groupe sort un nouvel EP intitulé New Addictions. À la suite de cet EP, ils ont enchaîné une tournée mondiale New addictions world tour. 

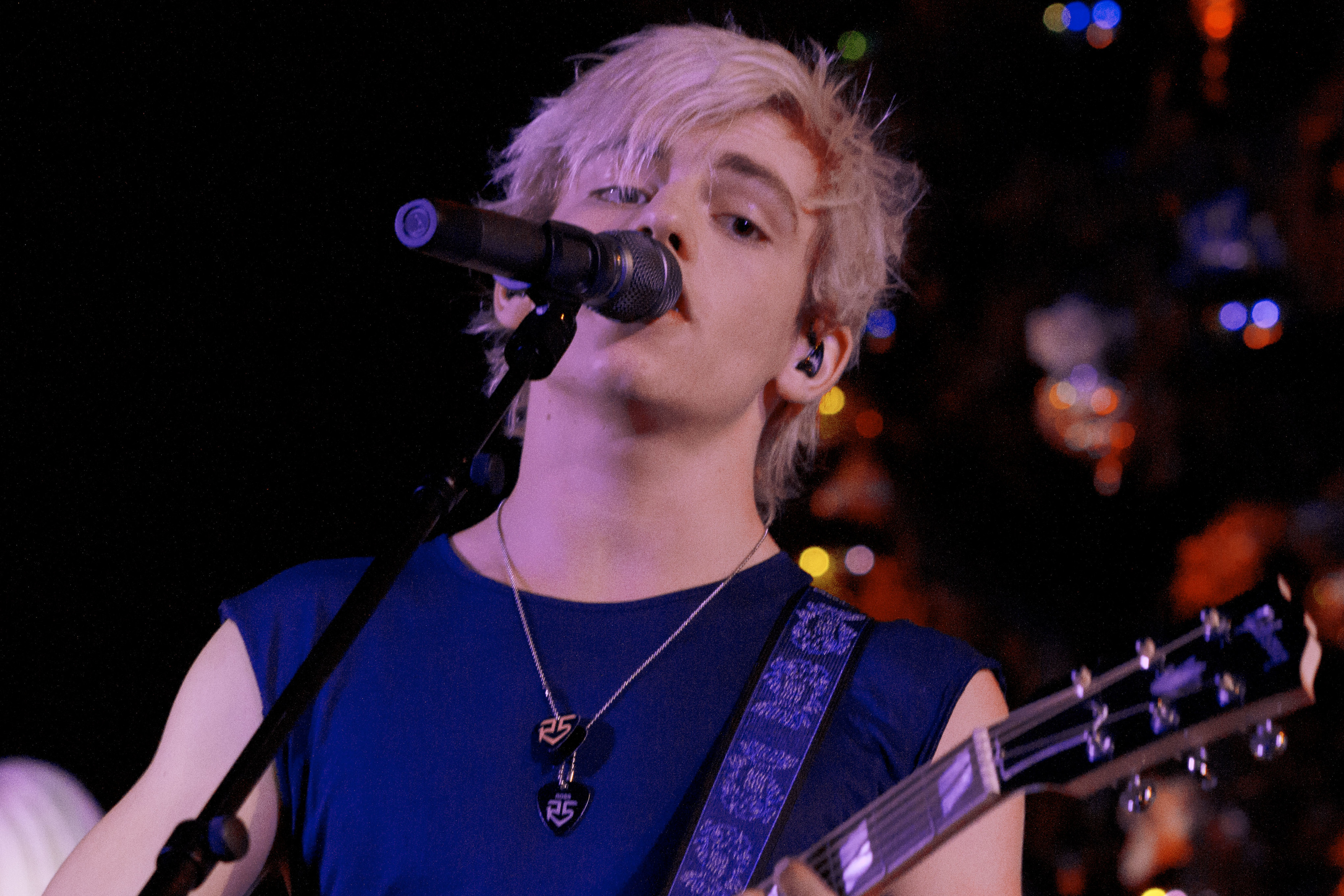
Ross Lynch à Los Angeles en Californie, le 9 novembre 2013.

#### DeThe Driver EraàSabrina(depuis 2018)
En 2018, il est à l'affiche de la comédie Status Update dont le producteur est le même que celui de 17 ans encore. Cette année-là, coïncide avec la fin du groupe R5, Ross fait maintenant partie d'un nouveau groupe avec son frère, Rocky Lynch, appelé The Driver Era. Restant vague sur l'avenir de R5, le groupe n'est plus actif et tous ses réseaux sociaux ont été remplacés par ceux de The Driver Era. En 2018, ils sortent trois singles, intitulés Preacher Man en mars, Afterglow en juillet et Low en octobre.

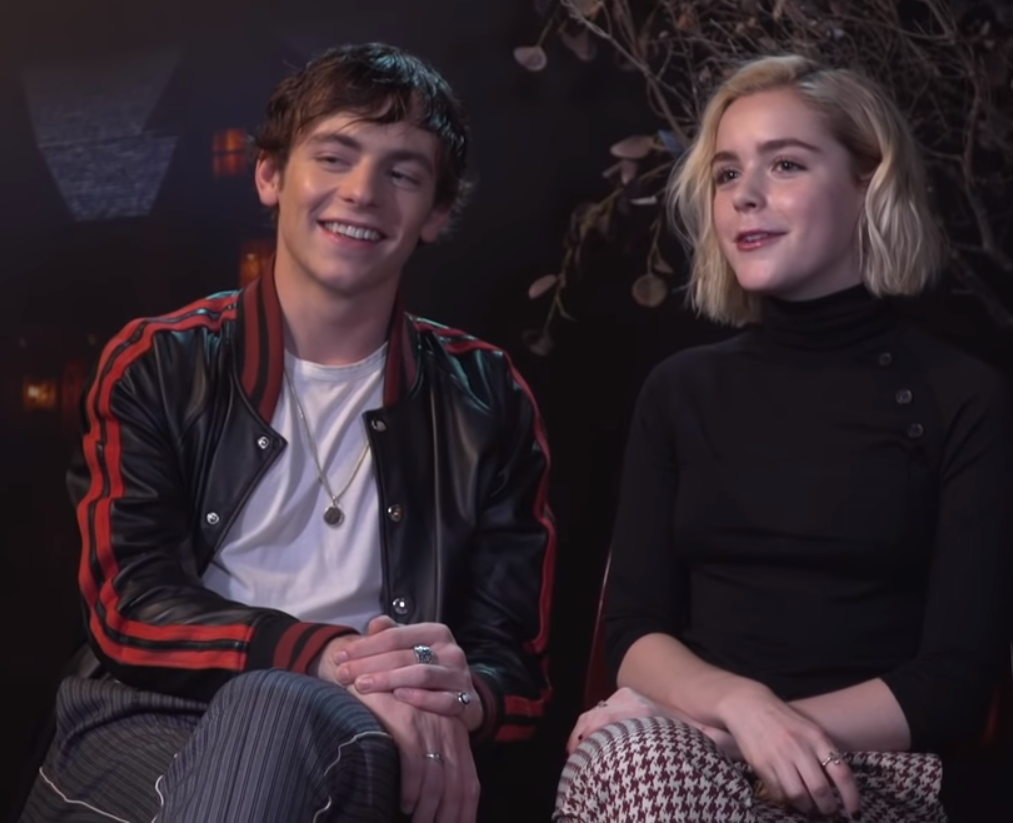
Ross Lynch et Kiernan Shipka en 2018.

La même année, il rejoint la série fantastique Les Nouvelles Aventures de Sabrina dans le rôle d'Harvey Kinkle, distribuée par la plateforme Netflix. Il s'agit d'un reboot horrifique du succès populaire que fut la série télévisée Sabrina, l'apprentie sorcière à la fin des années 1990.
Avec l’emploi du temps très chargé de Ross Lynch, pris par le tournage des Nouvelles aventures de Sabrina, il a du repousser la sortie du 1er album de The Driver Era. Le 13 juin 2019, ils annoncent officiellement la sortie de leur premier album intitulé X, qui est commercialisé le 28 juin 2019 avec 10 titres. En aout 2021 le groupe annonce la sortie de leur deuxième album intitulé "Girlfriend" qui sortira le 15 octobre 2021 en édition physique, vinyl et digital.

### Vie privée
Il fut en couple avec l'actrice et mannequin, Courtney Eaton, de mars 2015 à novembre 2017.
En janvier 2020 il confirme être en couple avec l'actrice Jaz Sinclair, ils se sont rencontrés sur le tournage de la série Les Nouvelles Aventures de Sabrina,.
En juin 2023, The driver era se produit au Greek Theater à Los Angeles et enregistre un film et un documentaire. L'album live de ce concert est diffusé en décembre. Le film et le documentaire sont annoncés par le groupe pour 2024.

## Filmographie

### Cinéma

#### Longs métrages
- 2013 : Muppets Most Wanted de James Bobin : jeune fleuriste
- 2015 : La Guerre des tuques 3D de Jean-François Pouliot : Piers (voix)
- 2017 : My Friend Dahmer de Marc Meyers : Jeffrey Dahmer
- 2018 : Status Update de Scott Speer : Kyle Moore

### Télévision

#### Séries télévisées
- 2011 - 2016 : Austin et Ally : Austin Moon (87 épisodes)
- 2012 : Jessie : Austin Moon (1 épisode)
- 2013 : Ultimate Spider-Man : Jack Russell / Loup-garou de la Nuit (1 épisode)
- 2015 : Violetta : lui-même (1 épisode)
- 2015 : Le Monde de Riley : Austin Moon  (1 épisode)
- 2018 - 2020 : Les Nouvelles Aventures de Sabrina : Harvey Kinkle

#### Téléfilms
- 2013 : Teen Beach Movie de Jeffrey Hornaday : Brady
- 2015 : Teen Beach 2 de Jeffrey Hornaday : Brady

## Discographie

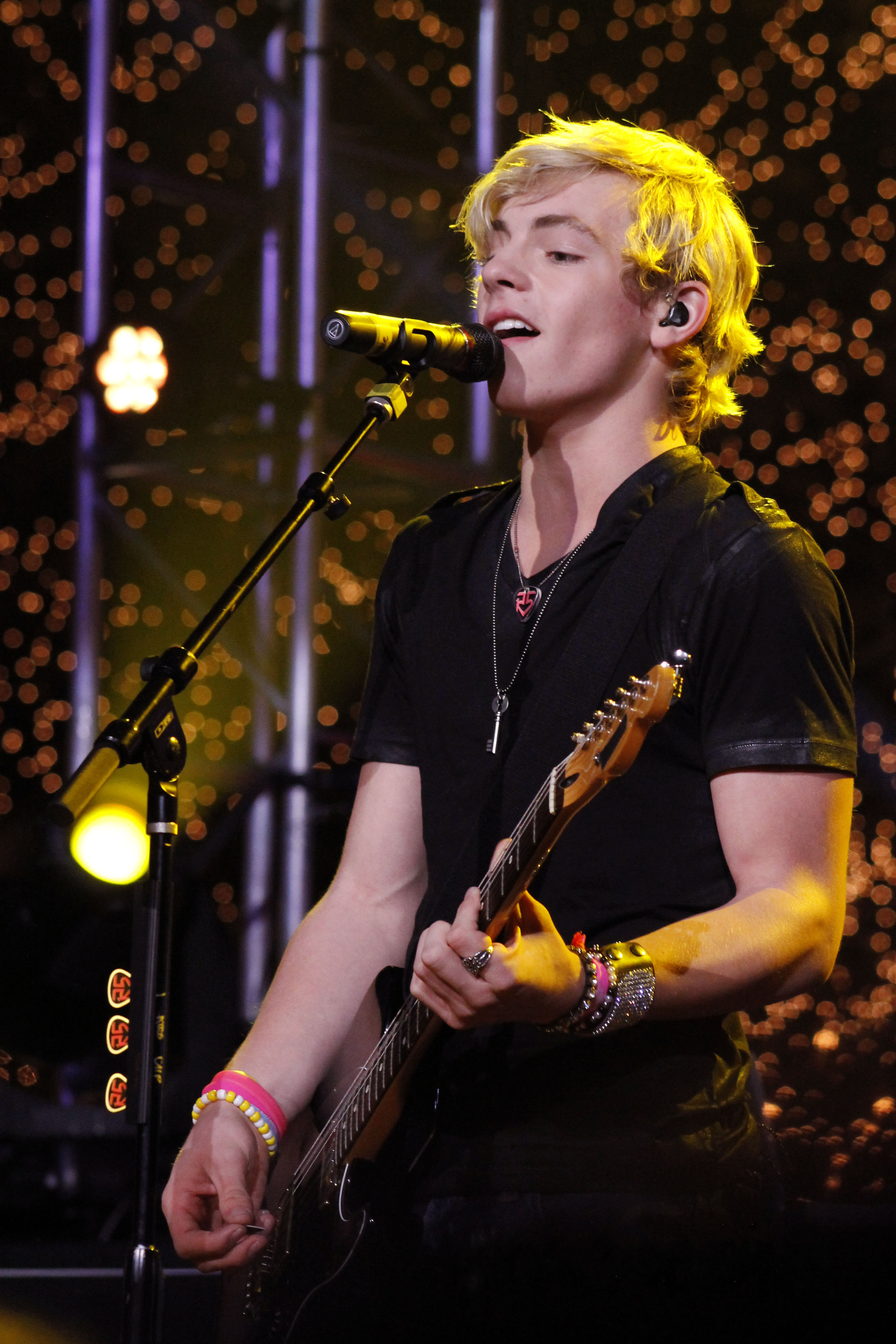
Ross Lynch en décembre 2012.

Sauf indication contraire ou complémentaire, les informations mentionnées dans cette section proviennent de la base de données Discogs,.

### Albums
- 2012 : Austin & Ally
- 2013 : Louder (R5)
- 2015 : Austin & Ally: Take It From The Top
- 2015 : Sometime Last Night (R5)
- 2019 : X (The Driver Era)
- 2021 : Girlfriend (The Driver Era)
- 2022 : Summer Mixtape (The Driver Era)
- 2023 : "Live at the greek"

### Clips vidéo
- 2012 : Heard It On The Radio (R5)
- 2013 : Loud (R5)
- 2013 : Pass Me By (R5)
- 2014 : (I Can't) Forget About You (R5)
- 2014 : One Last Dance (R5)
- 2014 : Smile (R5)
- 2014 : Heart made up on you (R5)
- 2015 : Let's Not Be Alone Tonight (R5)
- 2015 : All Night (R5)
- 2016 : Dark Side (R5)
- 2017 : If (R5)
- 2017 : Hurts Good (R5)
- 2018 : Preacher Man (The Driver Era)
- 2019 : Feel You Now (Live Video) (The Driver Era)
- 2019 : Low (The Driver Era)
- 2020 : Take Me Away (The Driver Era)
- 2020 : Places (The Driver Era)
- 2021 : Heaven Angel (The Driver Era)
- 2021 : #1 Fan (The Driver Era)
- 2021 : Heart Of Mine "Short Film" (The Driver Era)

### Divers - Compilations
- 2012 : Disney Channel Holiday Playlist
- 2013 : Austin & Ally: Turn It Up
- 2013 : Disney Teen Beach Movie (bande originale)
- 2014 : Disney Channel Play It Loud
- 2015 : Disney Teen Beach 2 (bande originale)

### EP
- 2010 : Ready Set Rock (R5)
- 2013 : Loud (R5)
- 2014 : Heart Made Up On You (R5)
- 2017 : New Addictions (R5)

### Singles
- 2011 : Say You'll Stay (R5)
- 2012 : Heard It On The Radio
- 2012 : A Billion Hits
- 2012 : Can You Feel It
- 2013 : (I Can't) Forget About You (R5)
- 2013 : Pass Me By (R5)
- 2013 : I Love Christmas en duo avec Laura Marano
- 2018 : Preacher Man (The Driver Era)
- 2018 : Low (The Driver Era)
- 2019 : Feel You Now (The Driver Era)
- 2019 : Welcome To The End Of Your Life (The Driver Era)
- 2019 : Nobody Knows (The Driver Era)
- 2019 :  A Kiss (The Driver Era)
- 2019 :  Forever Always   (The Driver Era)
- 2020: OMG Plz Don't Come Around (The Driver Era)
- 2020: Flashdrive (The Driver Era)
- 2020:  Take Me Away (The Driver Era)
- 2020: Places (The Driver Era)
- 2021: Heaven Angel (The Driver Era)
- 2021: #1 Fan (The Driver Era)
- 2021: Leave Me Feeling Confident (The Driver Era)

## Distinctions
Sauf indication contraire ou complémentaire, les informations mentionnées dans cette section proviennent de la base de données IMDb.

### Récompenses
- Kids' Choice Awards 2013 : acteur de télévision préféré pour Austin et Ally
- Kids' Choice Awards 2014 : acteur de télévision préféré pour Austin et Ally
- 16e cérémonie des Teen Choice Awards 2014 : meilleur acteur dans une série télévisée comique pour Austin et Ally
- Kids' Choice Awards 2015 : acteur de télévision préféré pour Austin et Ally
- 17e cérémonie des Teen Choice Awards 2015 : meilleur acteur dans une série télévisée comique pour Austin et Ally
- Kids' Choice Awards 2016 : acteur de télévision préféré pour Austin et Ally
- 18e cérémonie des Teen Choice Awards 2016 : meilleur acteur dans une série télévisée comique pour Austin et Ally

### Nominations
- Young Hollywood Awards 2014 : #SocialMediaSuperstar
- 17e cérémonie des Teen Choice Awards 2015 :
  - meilleure alchimie dans une série télévisée pour Austin et Ally, nomination partagée avec Laura Marano
  - meilleur acteur de télévision de l'été pour Teen Beach 2
  - meilleure bande originale pour Teen Beach 2
- Hollywood Music In Media Awards 2019 : meilleure musique originale pour le titre My Silver Lining Is Overdue du film Turnover
- 21e cérémonie des Teen Choice Awards 2019 : meilleur acteur dans une série télévisée fantastique pour Les Nouvelles Aventures de Sabrina

## ̩Notes et références
1. ↑  (en) « ROSS LYNCH » [archive du 10 décembre 2011], sur Disney Channel Medianet
2. ↑  (en) Denise Petski, « Ross Lynch To Star As Harvey Kinkle In Netflix’s Sabrina Series », sur deadline.com, 14 mars 2018.
3. ↑  (en) Kathryn Lindsay, « Sabrina Couple Confirms Their Relationship On TikTok, As Gen Z Stars Do », sur refinery29.com, 21 janvier 2020
4. ↑  (en) Carolyn Twersky, « "Chilling Adventures of Sabrina" Stars Ross Lynch and Jaz Sinclair Seem to Confirm Their Relationship in Tik Tok Video », sur seventeen.com, 21 janvier 2020
5. ↑  (en) « Ross Lynch l Discography & Songs l Discogs », sur Discogs
6. ↑  (en) « R5 l Discography & Songs l Discogs », sur Discogs
7. ↑  (en) « Ross Lynch Awards », sur IMDb